# Шаброва Валентина Йосипівна
Валентина Йосипівна Шаброва (нар. 10 листопада 1950, село Мала Глуша, тепер Любешівського району Волинської області) — українська радянська діячка, тепличниця радгоспу «Харківська овочева фабрика» Харківського району Харківської області. Депутат Верховної Ради УРСР 9-го скликання.

## Біографія
Освіта середня.
З 1968 р. — тепличниця радгоспу «Харківська овочева фабрика» Харківського району Харківської області.
Потім — на пенсії у місті Харкові.

## Нагороди
- ордени
- медалі